# Radovan Brenkus
Radovan Brenkus (ur. 30 stycznia 1974, Bardejów) – słowacki pisarz, tłumacz i krytyk.

## Życiorys
Ukończył studia na Wydziale Nauk Przyrodniczych Uniwersytetu P. J. Šafárika, kierunek matematyka i fizyka. W Koszycach pracował jako nauczyciel, następnie jako specjalista w Instytucie fizyki eksperymentalnej Słowackiej Akademii Nauk. Publikuje w czasopismach w kraju i za granicą. Wiele pozycji z jego twórczości emituje Słowackie radio, było publikowanych w zagranicznych antologiach. Tłumaczy dzieła literackie z języka polskiego. Okazjonalnie zajmuje się krytyką literacką, opracowaniem studiów krytycznych i esejów. Pracuje w Wydawnictwie Pectus w Koszycach, które założył w roku 2006.

## Twórczość
Jest kontynuatorem literackiego modernizmu. W poezji obserwuje, analizuje i deszyfruje chaotyczny, umęczony świat, piętnuje panującą w nim obyczajowość, różnice postrzegania go z zewnątrz i od wewnątrz. Inspiracją są dla niego destrukcyjna pustka, nicość, obezwładniający pseudobyt. Poprzez symbolikę pesymizmu i dekadencji ukazuje samotność jednostki, jej coraz gorszą kondycję i niepewną przyszłość.
Motywem jego prozy jest poszukiwanie sensu istnienia, świadomość przemijania, śmierć. Pisze między innymi w stylu neoromantycznym. Krytykuje egzystencjalizm i postęp cywilizacji, w którym człowiek zostaje doprowadzony do szukania w sobie instynktu samozachowawczego. Surrealistyczne postacie jego opowiadań miotają się pomiędzy idealnym a realnym, burzą przyjęty porządek. Poprzez ekspresyjny i mistyczny symbolizm, dramatyczne i groteskowe sceny obrazuje bunt przeciwko elitaryzmowi i upadkowi współczesnego społeczeństwa. W skondensowanej, ale wyrazistej charakterystyce sytuacji i postaci, pozostawia miejsce na katharsis.

## Publikacje

### Poezja
- 1997 – Pochód martwych
- 2002 – Rekwiem w prochu
- 2005 – Romans z błędną iskierką
- 2009 – Dym z krainy cieni
- 2015 – Śnienie z bestią (2017, w języku polskim, ISBN 978-83-941911-8-4)

### Proza
- 2005 – Powroty piekła (2013, w języku polskim, ISBN 978-83-933323-9-7), zbiór opowiadań

### Tłumaczenia
- 2008 – Zbigniew Domino: Syberiada polska, ISBN 978-80-969793-4-9
- 2009 – Rafał Wojaczek: Listy do martwego, ISBN 978-80-89435-01-2
- 2010 – Marta Świderska-Pelinko: Tułaczy smak edenu, ISBN 978-80-89435-06-7
- 2017 – Marta Świderska-Pelinko: Tam gdzie łkają skrzypce, ISBN 978-80-89435-26-5
- 2020 – Janusz Korczak: Dzieci ulicy, ISBN 978-80-89435-38-8
- 2021 – Aldona Borowicz: Witraże w pamięci, ISBN 978-80-89435-41-8
- 2023 – Maria Konopnicka: Pod prawem, ISBN 978-80-89435-45-6
- 2024 – Marek Wawrzkiewicz: Światełko, ISBN 978-80-89435-47-0